# Tesdàlia
Tesdàlia (Teesdalia) és un gènere de plantes amb flors dins la família brassicàcia.
Comprèn 3 espècies pròpies de l'Europa mitjana i de la regió mediterrània.
Dues de les tres espècies són autòctones a la vegetació dels Països Catalans.:
- Teesdalia coronopifolia Thell.- Tesdàlia coronopifòlia
- Teesdalia nudicaulis (L.) R.Br. en W.T.Aiton- Tesdàlia nudicaule

L'altra espècie s'anomena * Teesdalia verna Bubani